# Georg de Vries
Georg de Vries (* 18. Oktober 1898 in Emden; † 13. Juni 1960 Emden) war ein deutscher Politiker (SPD). Er war von 1951 bis 1959 Abgeordneter im Landtag von Niedersachsen.
De Vries besuchte die Volksschule und wurde anschließend Metallarbeiter. Von 1916 bis 1919 war er als Soldat im Ersten Weltkrieg und war danach im Schiffbau tätig. Seit 1913 war er Mitglied der Gewerkschaft und 1919 trat er der SPD bei. Nach Ende des Zweiten Weltkrieges wurde er 1946 Mitglied des Betriebsrates. Ein Jahr später wurde er in den Rat der Stadt Emden gewählt. Am 6. Mai 1951 zog er in die zweite Wahlperiode des Niedersächsischen Landtages ein, dem er noch bis zum Ende der dritten Wahlperiode am 5. Mai 1959 angehörte.